# Galina Sergejewna Ulanowa

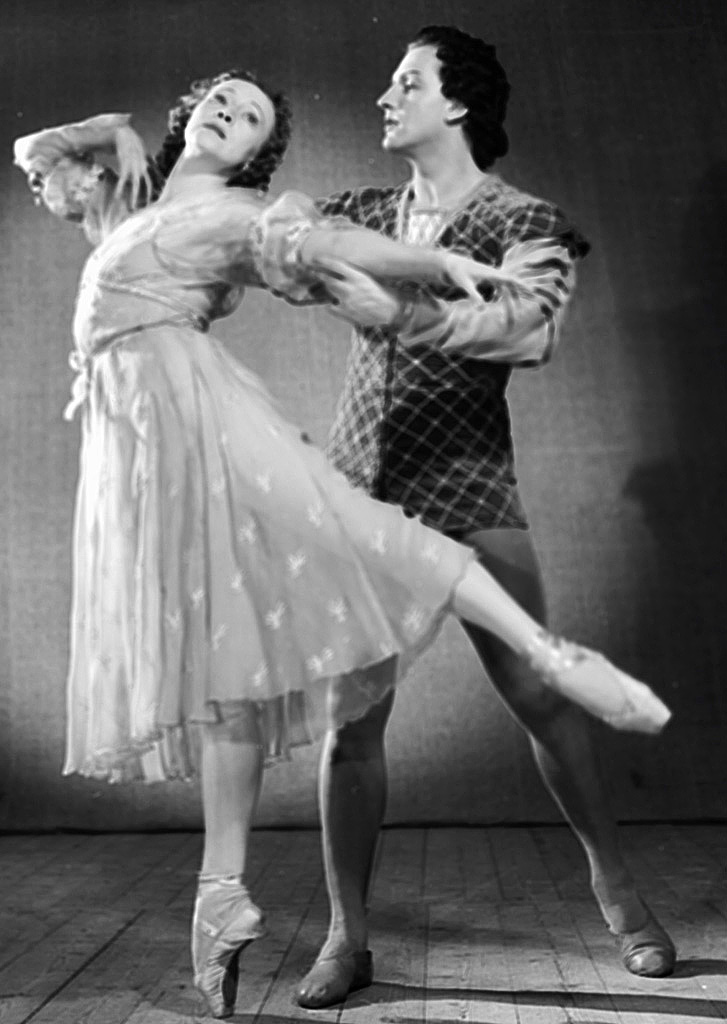
Galina Ulanowa mit Juri Schdanow in Romeo und Julia, 1954

Galina Sergejewna Ulanowa (russisch Галина Сергеевна Уланова, wiss. Transliteration Galina Sergeevna Ulanova; * 26. Dezember 1909jul. / 8. Januar 1910greg. in Sankt Petersburg; † 21. März 1998 in Moskau) war eine russische Primaballerina.

## Leben
Galina Ulanowa war die Tochter einer Solotänzerin und eines Tänzers und Ballettmeisters am Mariinski-Theater. Sie begann ihre Ausbildung im Alter von neun Jahren an der dem Theater angeschlossenen Ballettschule.
Nach ihrem Abschluss im Mai 1928 tanzte sie für die Ballettkompanie des Staatlichen Akademischen Opern- und Balletttheaters, das spätere Kirow-Ballett. Schon bald danach bekam sie ihre ersten Soloauftritte. Das Publikum liebte sie vor allem wegen ihrer Ausdruckskraft, mit der es ihr gelang, den Figuren Leben zu geben. So spielte sie zum Beispiel 1932 die Jeanne im Drambalet von Wassili Wainonen Die Flammen von Paris, in welchem das Volk von Paris im Jahre 1792 die Revolution als Choreographie auf der Bühne zum Ausdruck brachte. 1940 tanzte sie die Julia in der russischen Erstaufführung von Prokofjews Romeo und Julia.
Nach mehreren Gastauftritten wechselte sie im Jahr 1944 zum Bolschoi-Ballett in Moskau. Sie blieb dem Bolschoi-Ballett auch nach ihrem Rückzug als Tänzerin 1963 als Ballettlehrerin verbunden.
In Anerkennung ihrer Leistungen wurde ihr der Titel Prima Ballerina Assoluta verliehen. 1960 wurde sie in die American Academy of Arts and Sciences gewählt. 1994 wurde der Asteroid (5421) Ulanova nach ihr benannt.
Galina Ulanowa war zweimal verheiratet, hatte aber keine Kinder.
Die Stadt Moskau ließ für die weltberühmte Tänzerin auf dem Nowodewitschi-Friedhof ein Grabmal aufstellen, auf welchem sie in der Rolle der Odette aus dem Ballett Schwanensee dargestellt ist.

## Auszeichnungen und Ehrungen
- Volkskünstler der RSFSR (1940)
- Ehrenzeichen der Sowjetunion (1940)
- Volkskünstler der UdSSR (1951)
- Stalinpreis (1941, 1946, 1947, 1950)
- Leninpreis (1957)

Quelle: